# Napoleonstein (Koblenz)

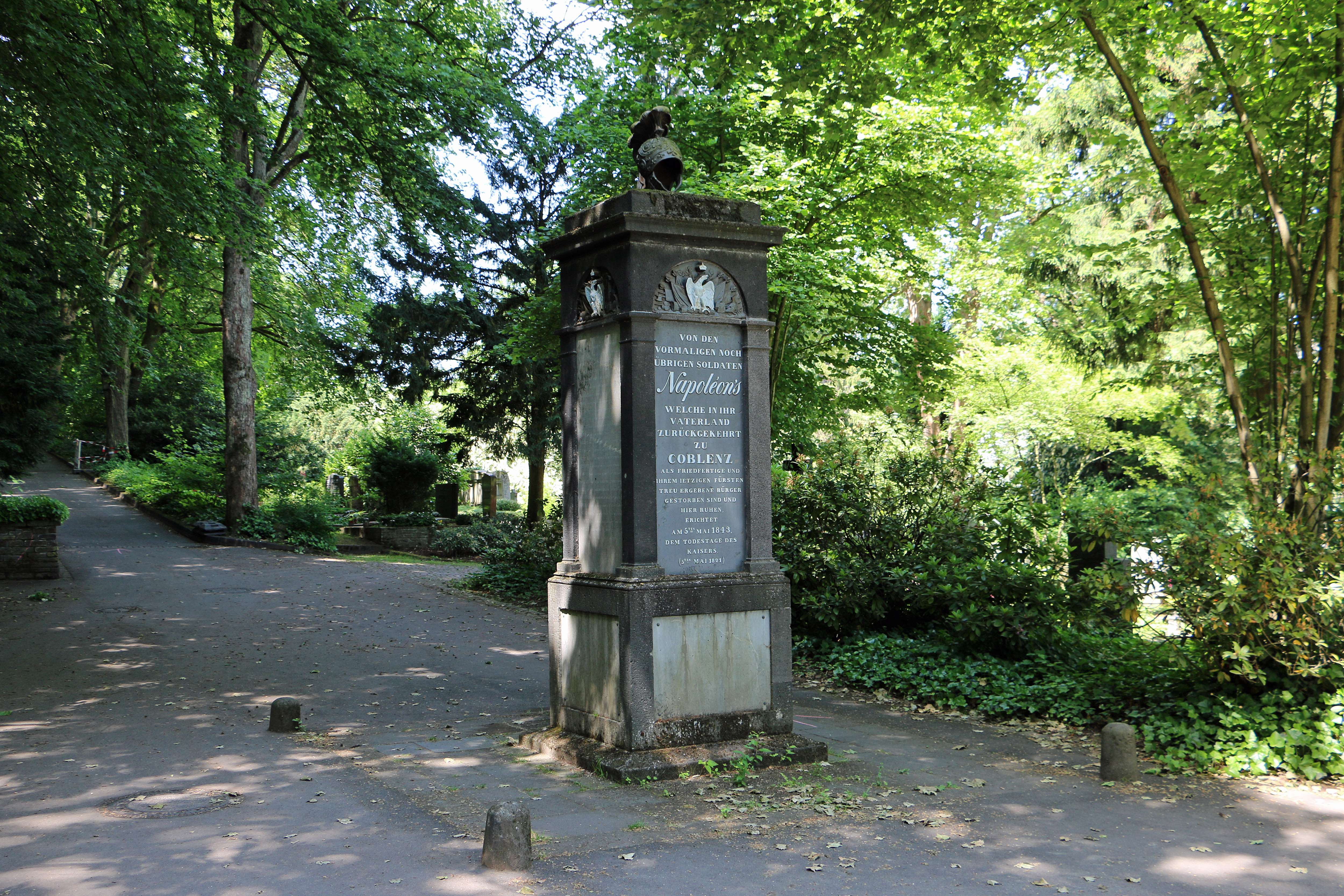
Der Napoleonstein auf dem Hauptfriedhof in Koblenz

Der Napoleonstein in Koblenz ist ein Denkmal für die deutschen Veteranen der Armee Napoleons. Er wurde 1843 auf dem Hauptfriedhof im heutigen Stadtteil Goldgrube eingeweiht. Der Denkmalsbau ist ein Zeugnis sowohl für die Mitte des 19. Jahrhunderts noch anhaltende Napoleonbegeisterung als auch für den Respekt vor dem preußischen Staat.

## Geschichte
Nach der Eroberung von Koblenz durch die französische Revolutionsarmee unter General François Séverin Marceau war die Stadt 1794–1814 französisch besetzt und ab 1798 Hauptstadt des Rhein-Mosel-Departements. Danach wurde die männliche Bevölkerung der eroberten Gebiete zum Wehrdienst in der französischen Armee herangezogen. Bis zur Völkerschlacht bei Leipzig 1813 wurden etwa 12.500 Männer aus dem Rhein-Mosel-Departement rekrutiert. Viele heimkehrende Soldaten waren auch lange nach ihrem Wehrdienst noch stolz darauf, unter Napoleon gedient zu haben.
Der Napoleonstein wurde am 5. Mai 1843, dem 22. Todestag von Napoleon, am westlichen Ende des Mittelwegs auf dem Hauptfriedhof von Koblenz aufgestellt. Initiator war der am 25. Dezember 1839 gegründete Veteranenverein für die deutsche Soldaten aus Koblenz, die während der Napoleonischen Kriege in der französischen Armee dienten. Fast zwei Jahre zuvor hatten 14 dieser Veteranen ein Gesuch für den Bau eines Denkmals zu Ehren ihre gestorbenen Kameraden bei Oberbürgermeister Abundius Maehler eingereicht. Dieser gab den Wunsch am 29. April 1842 an das preußische Innenministerium in Berlin weiter. Am 31. Oktober 1842 wurde vom Innenminister mitgeteilt, dass König Friedrich Wilhelm IV. in einer Kabinettsorder von 22. Oktober ausdrücklich dem Denkmalsbau zustimmte.
Unter den Namen der getöteten Soldaten auf dem Napoleonstein ist Franz Spohn zu finden, der angeblich im Vorfeld der Schlacht bei Austerlitz 1805 Napoleon das Leben gerettet haben soll. Der letzte Vereinspräsident Christian Kroeber hinterließ nach seinem Tod 1878 der Stadt Koblenz die Bewilligungsurkunde und 50 Taler, damit die Stadt den Gedenkstein in ihre Obhut nimmt. Zum Besitz des Vereins gehörte auch ein Reiterbildnis Napoleons, das der jeweils älteste Veteran aufbewahrte, nach dem Tode Kroebers wurde es ebenfalls der Stadt Koblenz übergeben und befindet sich heute im Mittelrhein-Museum.
Das Denkmal wurde 1929, 1954 (dabei Beseitigung von Kriegsschäden und Ersatz von zwei Schriftplatten) und zuletzt im November 1981 renoviert.

## Bau

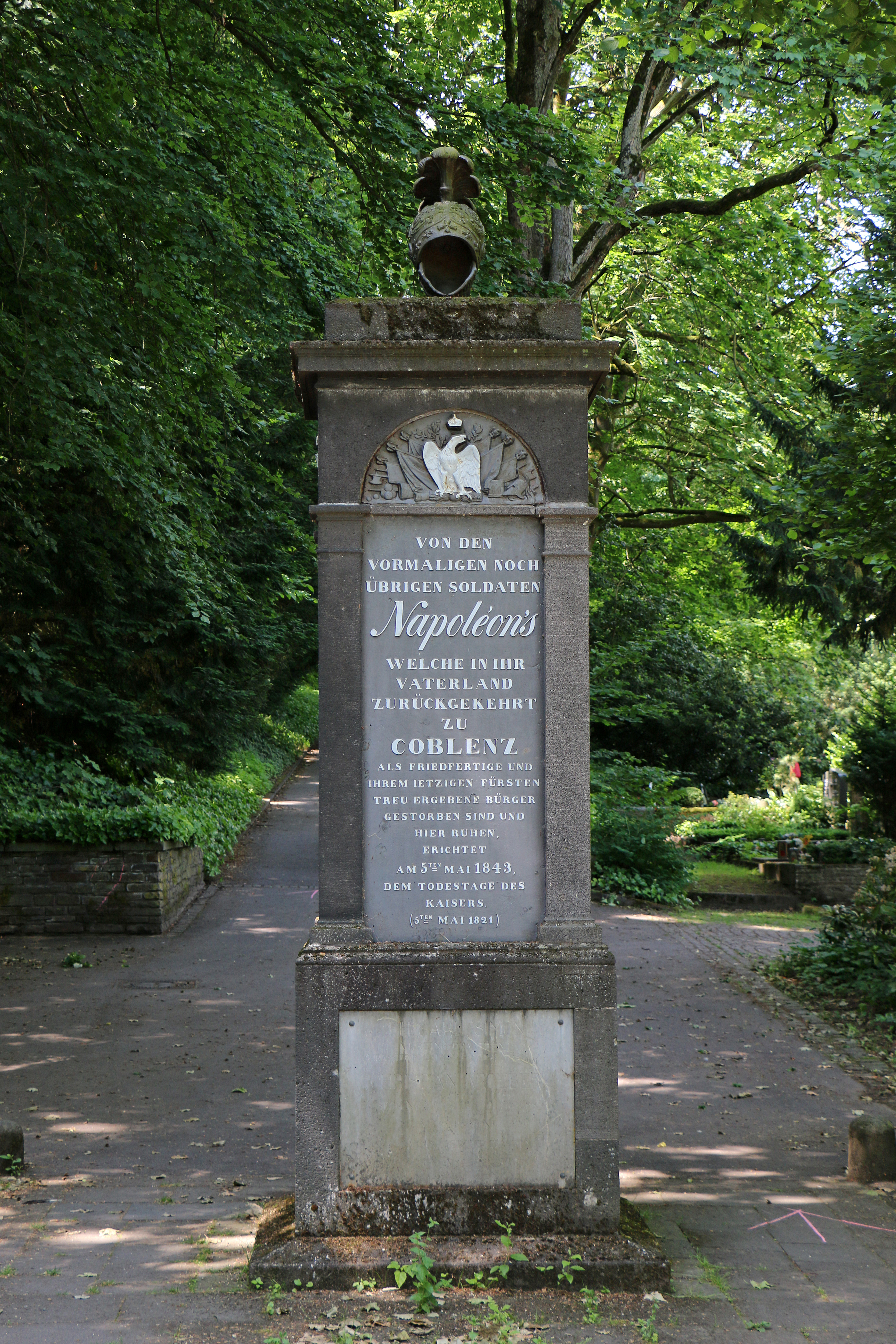
Die Frontseite mit der Gedenkinschrift

Das Denkmal aus Basaltlava steht auf einem quadratischen Grundriss. Auf einem hohen Sockel erhebt sich der Hauptteil mit als Pfeiler gebildeten Kanten und jeweils abschließend einem Rundbogen mit Trophäenrelief. Auf der flachen Abschlussplatte ist ein Kürassierhelm aus Gusseisen, geschaffen in der Sayner Hütte, aufgesetzt. Der aus Schwertern zusammengesetzte Umfassungszaun ist nicht erhalten. Auf drei Seiten sind Inschriftenplatten aus weißem Marmor mit den Namen der gefallenen Soldaten aus Koblenz angebracht. Auf der Vorderseite ist auf einer aus Eisen gegossenen Widmungstafel folgender Text eingraviert:
„Von den vormaligen noch übrigen Soldaten Napoleon's welche in ihr Vaterland zurückgekehrt zu Coblenz als friedfertige und ihrem j(i)etzigen Fürsten treu ergebene Bürger gestorben sind und hier ruhen, errichtet am 5ten Mai 1843, dem Todestag des Kaisers. (5ten Mai 1821)“
Später wurde auf dem Sockel darunter eine weitere Tafel angebracht. Hier steht zu lesen:
„Ph. Carl Simon / Vereinspräsident / Curassier im 12t. Regt. / gest. d. 25. März 1845
Christian Kroeber / Sergent-Major des Voltigeurs im 30t. Regiment / Sectetär und letzter Präsident / gestorben am 14. Februar 1878“

## Denkmalschutz
Der Napoleonstein ist ein geschütztes Kulturdenkmal nach dem Denkmalschutzgesetz (DSchG) und in der Denkmalliste des Landes Rheinland-Pfalz eingetragen. Er liegt in Koblenz-Goldgrube in der Denkmalzone Hauptfriedhof.
Seit 2002 ist der Napoleonstein Teil des UNESCO-Welterbes Oberes Mittelrheintal.